# Koppajärvi
Koppajärvi är en sjö i Kiruna kommun i Lappland och ingår i Torneälvens huvudavrinningsområde. Sjön har en area på 0,137 kvadratkilometer och ligger 426 meter över havet.

## Delavrinningsområde
Koppajärvi ingår i det delavrinningsområde (759269-176123) som SMHI kallar för Mynnar i Kuortojärvi. Medelhöjden är 409 meter över havet och ytan är 51,57 kvadratkilometer. Räknas de 5 avrinningsområdena uppströms in blir den ackumulerade arean 110,66 kvadratkilometer. Myllyjoki (Alasjoki) som avvattnar avrinningsområdet har biflödesordning 4, vilket innebär att vattnet flödar genom totalt 4 vattendrag innan det når havet efter 455 kilometer. Avrinningsområdet består mestadels av skog (62 procent) och sankmarker (35 procent). Avrinningsområdet har 1,48 kvadratkilometer vattenytor vilket ger det en sjöprocent på 2,9 procent.